# Tupolev ANT-5
Le Tupolev ANT-5 ou Tupolev I-4 est un avion de chasse monomoteur biplan. À partir de 1934 il servit d'avion-école.